# 단백질의 3차 구조

단백질 3차 구조는 폴리펩타이드가 복잡한 분자 형태로 형성되는 방식으로 구성된다. 이는 이온 결합, 수소 결합, 이황화 결합, 소수성 및 친수성 상호 작용과 같은 작용기 상호 작용에 의해 발생한다.

단백질의 3차 구조(Protein Tertiary Structure)는 3차원 형태의 단백질이다. 단백질의 3차 구조는 하나 이상의 단백질의 2차 구조인 단백질 도메인을 갖는 단일 폴리펩타이드 사슬 골격을 갖는다. 아미노산의 곁사슬은 다양한 방법으로 상호 작용하고 결합 할 수 있다. 특정 단백질 내 곁사슬의 상호 작용 및 결합은 단백질의 3차 구조를 결정한다. 여러 개의 단백질 3차 구조는 단백질의 4차 구조로 접힌다.

## 결정 요인

### 안정성

#### 열 안정성
고유 상태 또는 고유 형태로 접힌 단백질은 일반적으로 펼쳐진 형태보다 낮은 기브스 자유 에너지(엔탈피와 엔트로피의 조합)를 갖는다. 단백질은 저에너지 형태로 향하는 경향이 있으며, 이는 세포 환경에서 단백질 접힘을 결정합니다. 많은 유사한 형태가 유사한 에너지를 가지기 때문에, 단백질 구조는 동적이며, 이들 유사한 구조 사이에서 변동이 심하다.
구상 단백질은 소수성 아미노산 잔기의 핵과 물에 노출된 친수성 잔기의 표면 영역을 갖는다. 이 배열은 단백질의 3차 구조 내의 상호 작용을 안정화시킬 수 있다. 예를 들어, 세포질에서 시스테인 잔기 사이의 다이설파이드 결합은 단백질의 3차 구조를 유지하는 것을 돕는다. 다양한 기능과 다양한 진화의 단백질에서 볼 수있는 안정적인 단백질의 3차 구조의 공통점이 있다. 예를 들어, 효소 트리오스 포스페이트 이소머레이스(Triosephosphate isomerase)로 명명된 TIM 배럴은 매우 안정적인 이합체 코일드 코일(Coiled coil) 구조와 같은 일반적인 단백질의 3차 구조이다. 따라서 단백질은 보유하는 구조에 따라 분류 될 수 있다. 이러한 분류를 사용하는 단백질의 데이터베이스에는 SCOP 및 CATH가 포함된다.

#### 활동적 트랩
접힘 역학은 고에너지 입체 구조에서 단백질을 포획 할 수 있는데, 즉 고에너지 중간 입체 구조는 최저 에너지 입체 구조에 대한 접근을 차단한다. 고에너지 입체 형태는 단백질의 기능에 기여할 수 있다. 예를 들어, 인플루엔자의 헤마글루티닌은 활성화 될 때 단백질 분해과정을 통해 절단되어 2개의 폴리펩타이드 사슬을 형성하는 단일 폴리펩타이드 사슬이다. 두 사슬은 고에너지 형태로 유지된다. 국소 pH가 떨어지면, 단백질은 숙주 세포막을 관통 할 수 있게 하는, 에너지적으로 유리한 형태 재배열을 실행한다.

#### 준안정성
일부 단백질 3차 구조는 예상되는 가장 안정적인 상태가 아닌 오래 지속되는 상태로 존재할 수 있다. 예를 들어 많은 세르핀은 준안정성을 보여주는 대표적인 예이다. 단백질의 루프가 단백질 가수 분해 효소에 의해 절단 될 때 형태 변화를 겪는다.

### 샤페로닌 단백질
일반적으로 단백질의 고유 상태는 열역학적으로 가장 안정적이며 단백질이 변환 되기 전에 화학적 동역학을 고려할 때, 단백질이 원래 상태에 도달 할 것이라고 가정한다. 세포의 세포질 내의 샤페로닌은 새로 합성된 폴리펩타이드가 본래 상태를 달성하도록 돕는다. 일부 샤페로닌 단백질은 단백질의 다이설파이드 이성질화 효소의 기능도 한다.

### 세포질 환경
단백질의 3차 구조의 예측은 단백질의 1차 구조를 알고 단백질 정보 은행에서 알려진 단백질의 3차 구조와 가능한 예측된 단백질의 3차 구조를 비교하는 데 의존한다. 이것은 유사한 세포질 환경이 단백질 정보 은행에 기록된 단백질의 구조에 영향을 줄 수 있을 정도로 단백질 생합성 시 존재하는 세포질 환경만을 고려한다.

### 리간드 결합
단백질, 예를 들어 효소와 같은 자연적인 리간드는 보조 인자의 결합에 따라 변할 수 있다. 이 경우 리간드에 결합된 단백질의 구조는 아포 구조(Apo Structure)로서 결합되지 않은 단백질의 홀로 구조(Holo Structure)로 알려져 있다.

## 측정
구상 단백질의 3차 구조에 대한 지식은 막 단백질의 지식보다 더 밝혀졌는데, 그 이유는 구상 단백질이 현재 개발된 기술로 연구하기 쉽기 때문이다.

### 엑스선 결정학
엑스선 결정학은 단백질의 구조를 결정하는 데 사용되는 가장 일반적인 방법이다. 단백질의 구조를 보는 데 높은 해상도를 제공하지만 단백질의 형태에 대한 정보는 제공하지 않는다.

### 핵자기 공명
단백질 핵자기 공명은 단백질 구조의 분해능이 비교적 낮다. 따라서 더 작은 단백질로 제한된다. 그러나 용액 내 단백질의 형태 변화에 대한 정보를 제공받을 수 있다.

### 저온전자현미경
저온전자현미경(cryo-EM)은 단백질의 3차 구조 및 단백질의 4차 구조에 대한 정보를 제공 받을 수 있다. 특히 대형 단백질과 단백질 서브 유닛의 복합체의 관측에 적합하다.

### 이중 편광 간섭법
이중 편광 간섭법(Dual Polarisation Interferometry)은 표면에 포획된 단백질에 대한 정보를 제공한다. 시간의 흐름에 따라 달라지는 단백질의 구조 변화를 확인할 수 있다.

## 같이 보기
- 구조생물학
- 구조 모티프